# Schizotetranychus luculentus
Schizotetranychus luculentus är en spindeldjursart som först beskrevs av Tseng 1990.  Schizotetranychus luculentus ingår i släktet Schizotetranychus och familjen Tetranychidae. Inga underarter finns listade i Catalogue of Life.